# Nottinghamshire North and Chesterfield (circonscription du Parlement européen)
Le Nottinghamshire North and Chesterfield représentent deux anciennes circonscriptions électorales du Parlement européen couvrant une partie du Derbyshire et du Nottinghamshire en Angleterre.
Avant l’adoption uniforme de la représentation proportionnelle en 1999, le Royaume-Uni utilisait le système uninominal à un tour pour les élections européennes en Angleterre, en Écosse et au pays de Galles. Les conscriptions du Parlement européen utilisées dans ce système étaient plus petites que les circonscriptions régionales les plus récentes et ne comptaient chacune qu'un seul membre au Parlement européen.
La circonscription électorale a été créée en 1994 et comprenait les circonscriptions actuelles de Sheffield, du Derbyshire, du Lincolnshire et de Nottingham.
Elle était composée des circonscriptions électorales du Parlement de Westminster, à savoir Bassetlaw, Bolsover, Chesterfield, Mansfield, Newark, North East Derbyshire et Sherwood.

## Membre du Parlement européen
| Election                    | Election | Membre     | Parti                      |
| --------------------------- | -------- | ---------- | -------------------------- |
|                             | 1994     | Ken Coates | Labour                     |
|                             | 1998     | Ken Coates | Independent Labour Network |
| 1999 circonscription abolie |          |            |                            |

## Résultats des élections
Les candidats élus sont indiqués en gras.
| Suffrages exprimés | Suffrages exprimés | Suffrages exprimés | 181 173   |             |  |  |
|                    |                    |                    |           |             |  |  |
|                    | Candidat           | Parti              | Suffrages | Pourcentage |  |  |
|                    | Ken Coates         | Labour             | 114 353   | 63,12 %     |  |  |
|                    | D. N. D. Hazell    | Conservateur       | 38 093    | 21,03 %     |  |  |
|                    | S. D. Pearce       | Liberal Democrats  | 21 936    | 12,11 %     |  |  |
|                    | A. G. Jones        | Green              | 5 159     | 2,85 %      |  |  |
|                    | S. I. Lincoln      | Natural Law        | 1 632     | 0,9 %       |  |  |